# 彭安杰
阿贾伊帕尔·辛格·班加（英語：Ajaypal Singh Banga，1959年11月10日—，中文名彭安杰），美籍印度裔企业高管，曾任萬事達卡行政總裁及美国泛大西洋投资集团董事会副主席。
2023年2月，拜登政府提名彭安杰担任世界银行行长，5月3日，彭安杰正式当选。